# 米田規矩馬

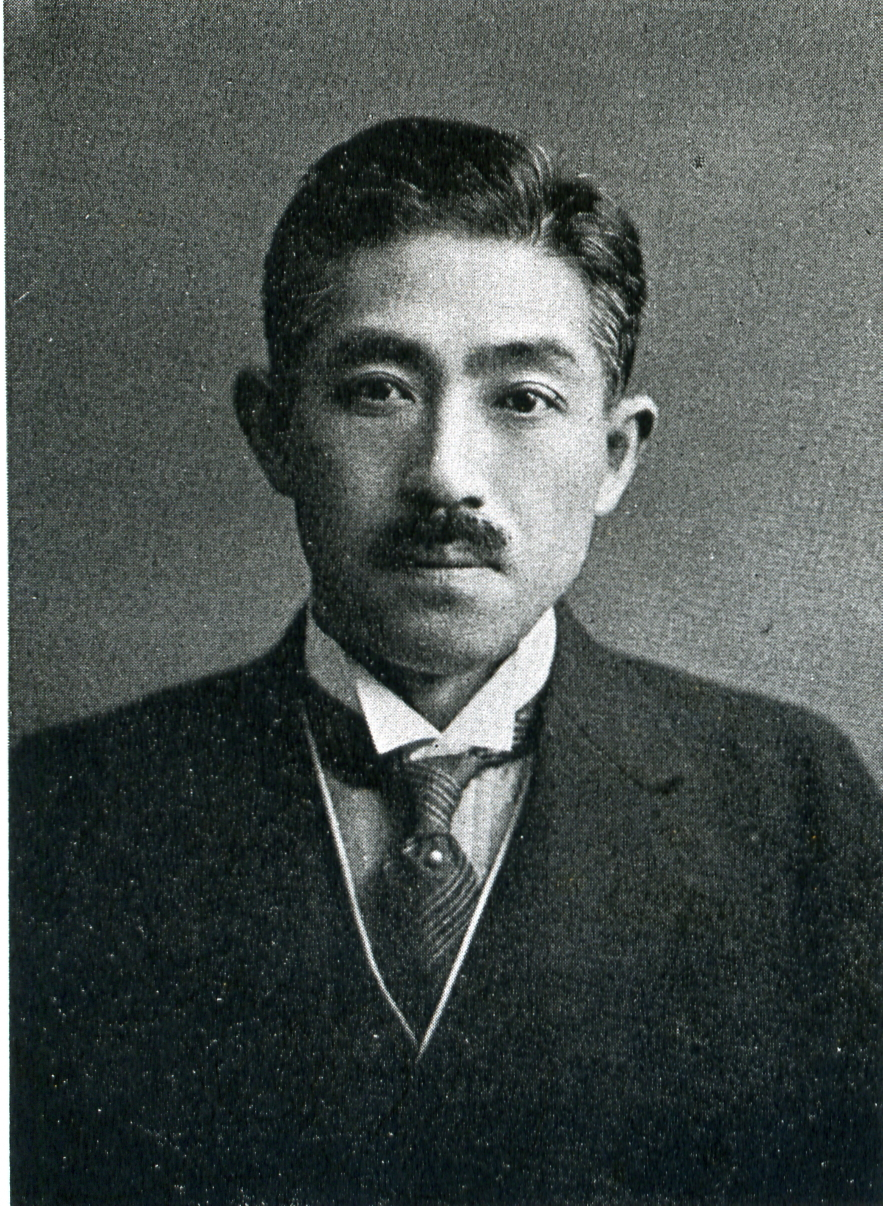
米田規矩馬

米田 規矩馬（よねだ きくま、1891年（明治24年）2月1日 – 1974年（昭和49年）10月28日）は、日本の衆議院議員（立憲政友会）。弁護士。

## 経歴
広島県双三郡吉舎町（現在の三次市）出身。1918年（大正7年）、京都帝国大学法科大学独法科を卒業し、弁護士を開業した。
1930年（昭和5年）、第17回衆議院議員総選挙に出馬し、当選。第18回衆議院議員総選挙でも再選を果たした。その間、犬養内閣で三土忠造逓信大臣の秘書官となり、斎藤内閣でも三土鉄道大臣の秘書官を務めた。
その後、吉舎町長に就任した。